# Erdei díszmolyfélék
Az erdei díszmolyfélék (Amphisbatidae) a valódi lepkék (Glossata) alrendjébe tartozó Gelechioidea öregcsalád egyik, nemrégen elkülönített családja. Legtöbb faját korábban a díszmolyfélék (Oecophoridae) díszmolyformák (Oecophorinae) alcsaládjába sorolták, de ide osztották be a zsákosmoly (Lypusa) nemet is. Mivel ez volt a zsákosmolyfélék (Lypusidae) család egyetlen neme, áthelyezésével a család meg is szűnt. Más művekben, épp ellenkezőleg, az erdei díszmolyféléket sorolják át a zsákosmolyfélék családjába, így ez a két terminus jelenleg szinonimaként tekintendő. A besorolás bizonytalanságait jelzi, hogy például a Telechrysis és a Hypercalis nemet a képen látható pirossávos díszmoly (Hypercalis citrinalis, illetve Hypercallia citrinalis) fajjal egyes szerzők a laposmolyfélék (Depressariidae) családjában tüntetik fel.

## Származásuk, elterjedésük
Európai, hegyvidéki lepkék; hazánkban (a besorolástól függően) mintegy nyolc fajuk él (Mészáros, 2005; Pastorális & Szeőke, 2011).

## Életmódjuk, élőhelyük
Egyes fajok (Anchinia sp., mint például a hazánkban is ismert nagy boroszlánmoly (Anchinia daphnella) hernyói boroszlán- (Daphne)-fajokon élnek, más fajok (Amphisbatis sp.) hernyói a közönséges csarabon (Calluna vulgaris). A hernyók finom, keskeny zsákokat készítenek maguknak (Mészáros, 2005).

## Rendszertani felosztásuk a magyarországi fajokkal
- Amphisbatis (Zeller, 1870)
  - áfonyás díszmoly (Amphisbatis incongruella Stainton, 1849) – Magyarországon szórványos (Pastorális, 2011);
- boroszlánmoly (Anchinia) nem (Hb., 1825)
  - ibolyaszín boroszlánmoly (Anchinia cristalis Scopoli, 1763) – Magyarországon többfelé előfordul (Pastorális, 2011)
  - nagy boroszlánmoly (Anchinia daphnella Denis & Schiffermüller, 1775) – hazánkban csak a Kőszegi-hegységből, a Mátrából, a Bükk-vidékből és a Zempléni-hegységből ismerjük (Buschmann, 2003; Mészáros, 2005).
  - henye boroszlánmoly (Anchinia laureolella Herrich-Schäffer, 1854) – Magyarországon többfelé előfordul (Pastorális, 2011; Pastorális & Szeőke, 2011)
- Hypercalis (Hypercallia Stephens, 1829)
  - pirossávos díszmoly (Hypercalis citrinalis, illetve Hypercallia citrinalis Scopoli, 1763) – hazánkban közönséges (Fazekas, 2001; Buschmann, 2003; Pastorális, 2011);
- zsákosmoly (Lypusa) nem (Zeller, 1852) – Hazánkban kevés helyről ismert (Mészáros, 2005)
  - közönséges mórlepke (Lypusa maurella Denis & Schiffermüller, 1775)
  - Tokár mórlepkéje (Lypusa tokari Elsner, Liška & Petrů, 2008) – Magyarországon többfelé előfordul (Pastorális, 2011)
- Pseudatemeli (Rebel, 1910)
  - avarlakó díszmoly (Pseudatemelia flavifrontella Denis & Schiffermüller, 1775) – Magyarországon sokfelé előfordul (Fazekas, 2001; Buschmann, 2003; Pastorális, 2011)
  - nyírlakó díszmoly (Pseudatemelia subochreella, P. sensu Doubleday, 1859) – Magyarországon szórványos (Fazekas, 2001; Pastorális, 2011);
  - lengyel díszmoly (Pseudatemelia josephinae Toll, 1956) – hazánkban közönséges (Fazekas, 2001; Buschmann, 2003; Pastorális, 2011);
  - melegkedvelő díszmoly (Pseudatemelia elsae Svensson, 1982) – Magyarországon szórványos (Pastorális, 2011);
- Telechrysis (Toll, 1956)
  - hárompettyes díszmoly (Telechrysis tripuncta Haworth, 1828) – Magyarországon sokfelé előfordul (Pastorális, 2011; Pastorális & Szeőke, 2011)